# Aldo Ciccolini
Aldo Ciccolini (ur. 15 sierpnia 1925 w Neapolu, zm. 1 lutego 2015 w Asnières-sur-Seine) – francusko-włoski pianista i kompozytor.

## Życiorys
W wieku 9 lat za zgodą dyrektora Francesco Cilea rozpoczął naukę w Conservatorio San Pietro a Majella w Neapolu. U Paolo Denza, ucznia Ferruccio Busoniego, pobierał lekcje gry na pianinie, a u Achille Longo harmonii i kontrapunktu. 
Po raz pierwszy jako pianista wystąpił w 1941 w Teatro San Carlo w Neapolu. Do 1946 zbierając na utrzymanie rodziny, zmuszony był grywać w barach.
W 1949 został laureatem Międzynarodowego Konkursu im. Marguerite Long i Jacques’a Thibaud w Paryżu. W 1969 otrzymał francuskie obywatelstwo. W latach 1970–1988 wykładał w Konserwatorium Paryskim. Ciccolini mieszkał samotnie w Asnières-sur-Seine, w okolicach Paryża. Cierpiał na bezsenność.
Odznaczony został komandorią Orderu Narodowego Zasługi, krzyżem oficerskim Legii Honorowej oraz komandorią Orderu Sztuki i Literatury.